# Cmentarz w Gorajcu
Cmentarz w Gorajcu – zabytkowy cmentarz greckokatolicki we wsi Gorajec. 
Powstał w I poł. XIX w. Na jego terenie znajduje się kaplica grobowa rodziny Brunickich, ponad 100 zabytkowych nagrobków, kilkadziesiąt krzyży i figur kamieniarki bruśnieńskiej. Najstarszy z nich datowany jest na 1841. 
Na terenie cmentarza znajduje się mogiła 155 ofiar zbrodni z 1945 roku.